# Dendrobium kinabaluense
Dendrobium kinabaluense är en orkidéart som beskrevs av Henry Nicholas Ridley. Dendrobium kinabaluense ingår i släktet Dendrobium, och familjen orkidéer. Inga underarter finns listade i Catalogue of Life.